# Mike Müller
Mike Müller (Grenchen, 25 ottobre 1963) è un attore svizzero.

## Filmografia

### Cinema
- Ernstfall in Havanna (2002)
- Achtung, fertig, Charlie! (2003)
- Strähl (2004)
- Mein Name ist Eugen (2005)
- Tell (2007)
- Flug in die Nacht – Das Unglück von Überlingen (2009)

### Televisione
- Alles bleibt anders (2006, film TV)
- Il becchino (2013-2019)

## Premi e riconoscimenti
- Nel 2017 alle Giornate di Soletta per premio speciale per i telefilm svizzeri alla serie de Il becchino.